# Franka Hörnschemeyer
Franka Hörnschemeyer (* 1958 in Osnabrück) ist eine deutsche Installationskünstlerin, Bildhauerin und Hochschullehrerin. Sie analysiert und verändert in ihren Projekten vorgefundene Räume vornehmlich mit skulpturalen Mitteln. Den Schwerpunkt ihrer Arbeit bilden begehbare Installationen (Rauminstallationen), die häufig an Labyrinthe erinnern. Eines ihrer bekanntesten Werke ist BFD – bündig fluchtend dicht, eine Konstruktion aus gitterartigen Schalelementen in einem Innenhof des Berliner Paul-Löbe-Hauses, einem Bürogebäude des Deutschen Bundestages.

## Leben
Franka Hörnschemeyer studierte von 1981 bis 1987 an der Hochschule für bildende Künste Hamburg und lebte anschließend bis 1988 mit einem Stipendium des Deutschen Akademischen Austauschdienstes (DAAD) in New York. 1990 erhielt sie ein Stipendium der Stiftung Kunstfonds, 1992 das Karl-Schmidt-Rottluff-Stipendium und 1994 das Friedrich Vordemberge-Stipendium der Stadt Köln.
Von 2003 bis 2004 hatte sie eine Gastprofessur an der Kunstakademie Karlsruhe. 2006 war sie Fellow am Henry Moore Institute in Leeds. Im selben Jahr wurde ihr der Kunstpreis der Stadt Nordhorn zuteil. 2007 hatte sie eine Gastprofessur am California Institute of the Arts (CalArts) in Valencia, Los Angeles, ab 2009 eine Professur an der Hochschule für Künste Bremen. Seit 2015 ist sie Professorin für Bildhauerei an der Kunstakademie Düsseldorf. Hörnschemeyer lebt und arbeitet in Berlin.

## Werke
Franka Hörnschemeyer verwendet für ihre Arbeiten industriell gefertigte Baumaterialien wie Gipskartonplatten, beispielsweise 2005 bei ihrer Installation GBK 205 im Kunstverein Ruhr in Essen, Verschalungselemente wie 2002 für TSE 11022 im Hamburger Bahnhof – Museum für Gegenwart in Berlin oder Holzlatten und Heraklith-Platten wie bei der Büroauflösung (zusammen mit der Innenarchitektin Birgit Hansen) 2002 in der Kapinos Galerie in Berlin. Sie fühlt sich der Konzeptkunst sowie dem Minimalismus verbunden. Entsprechend tragen ihre Arbeiten Titel wie PSE 900 (in der Kunsthalle Hamburg 2000) oder RSE 1296 (in der Stadtgalerie Kiel 1996). Bei den Bezeichnungen handelt es sich um Produktcodes der Ursprungsmaterialien und die Entstehungsdaten.
Ihre Arbeiten werden häufig als Grenzgänge zwischen Baukunst und Raumkunst bezeichnet. Franka Hörnschemeyer spricht selbst von „architektonischen Konstruktionen, die Schicht für Schicht die Strukturen von Räumen optisch und akustisch freilegen. In diesen räumlichen Auflösungen verschränken sich Gegenwart, Geschichte und Zukunft ineinander, Zeit verschiebt sich durch Bewegung im Raum.“ In ihrem grafischen Werk – Zeichnungen und Collagen – greift sie Elemente von Architekturzeichnungen auf, ironisiert sie jedoch.

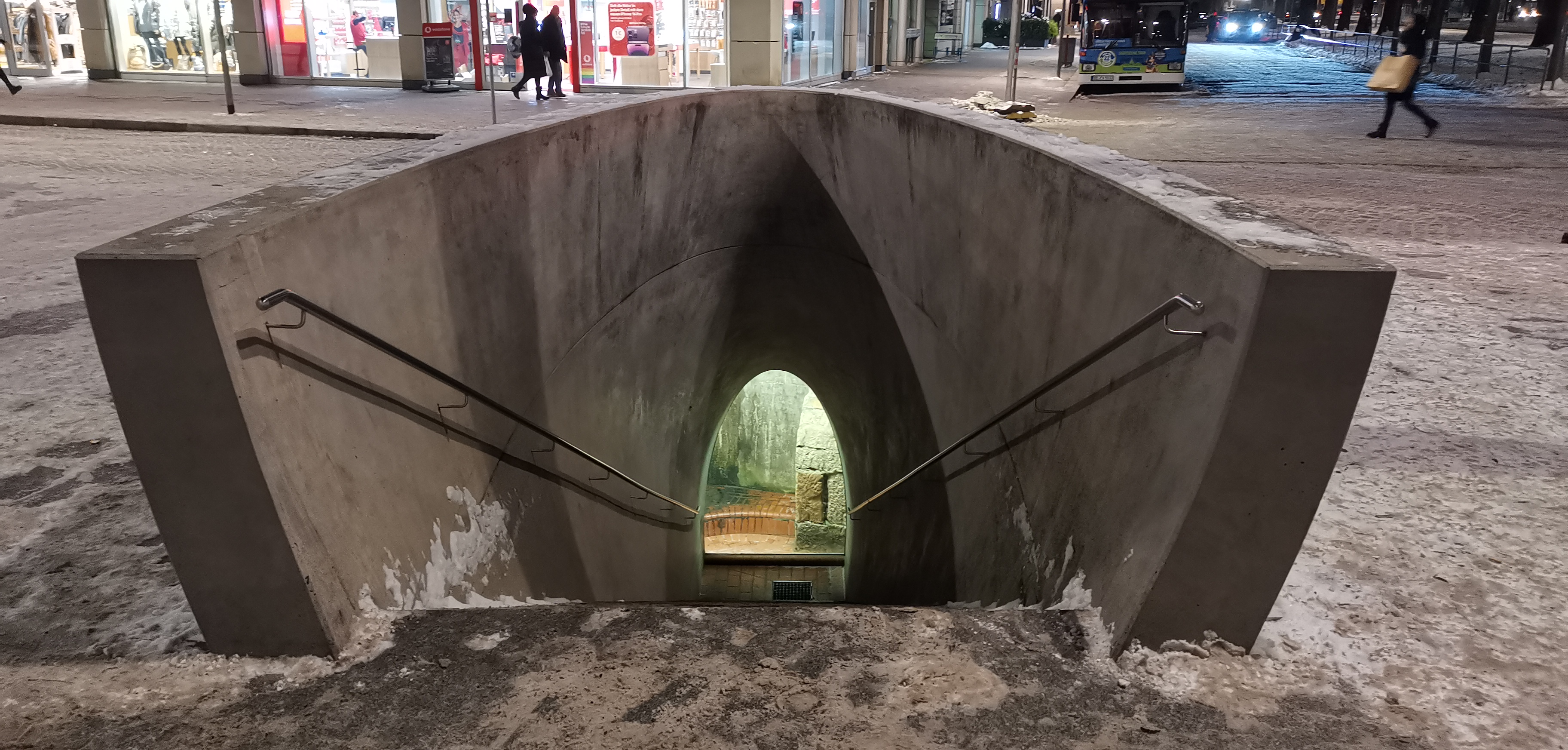
Trichter in Dresden

2009 zeigte sie in der Hamburger Kunsthalle die begehbare Installation Blindtext im Rahmen der Ausstellung Man Son 1969. Vom Schrecken der Situation. 2011 realisierte sie in der Dresdner Innenstadt nach langen Vorarbeiten das Werk Trichter, eine in den Straßenuntergrund führende begehbare Trichterform aus Beton mit einer Treppe aus rotem Kanalklinker, an deren Endpunkt man durch eine Glasscheibe einen Blick auf eines der ältesten deutschen Abwassersysteme werfen kann. Für diese Arbeit wurde sie 2011 mit dem mfi Preis Kunst am Bau ausgezeichnet.

## Ausstellungen

### Einzelausstellungen (Auswahl)
- 1989: Durch 100 × 3,3, Lichtschacht Galerie Vorsetzen, Hamburg
- 1990: Kunstverein Lingen, Lingen
- 1993: Galerie Rolf Ricke, Köln (auch 1997)
- 1995: Städtische Ausstellungshalle am Hawerkamp, Münster
- 1996: Galerie Reinhard Hauff, Stuttgart; Kunststiftung Sabine Schwenk (mit Bethan Huws), Schloss Haigerloch
- 2001: Das Westzimmer, Kapinos Galerie, Berlin
- 2002: Büroaulösung, Kapinos Galerie, Berlin; Versuchsanlagen, Galerie Reinhard Hauff, Stuttgart; Nr. 109 (Werkraum. 12), Hamburger Bahnhof, Museum für Gegenwart, Berlin
- 2005: Kunstverein Ruhr, Essen; Versuchsanstalten, Historisch-Technisches Informationszentrum, Peenemünde
- 2006: Aufenthaltswahrscheinlichkeit, Galerie Nordenhake, Berlin; Kunstpreis der Stadt Nordhorn 2006, Städtische Galerie Nordhorn
- 2007: Franks International, Henry Moore Institute, Leeds
- 2008: Peenemünde, The Jewish Museum of Greece, Athen
- 2010: In the Presence of Noise, Galerie Nordenhake, Berlin
- 2011: Galerie Baer, Dresden; Franks International, Wilhelm-Hack-Museum, Ludwigshafen
- 2013: Galerie Thomas Schulte, Berlin (mit Alice Aycock); Lifting, ADN Pförtnerhaus, Fahrbereitschaft, Berlin
- 2016: In der Serie Room in Room 03, Grüntuch Ernst Lab, ehemalige Jüdische Mädchenschule, Berlin
- 2017: Imaginary State, Galerie Nordenhake, Berlin
- 2020: Axiom 420[6], Galerie m, Bochum

### Gruppenausstellungen (Auswahl)
- 1989: Stücki 1, ehemalige Stückfärberei, Basel
- 1992: Museum Dhondt-Dhaenens, Deurle
- 1993: 11, Kölnischer Kunstverein, Köln
- 1994: Künstlerhaus Palais Thurn & Taxis, Bregenz; Der Stand der Dinge, Kölnischer Kunstverein, Köln
- 1996: Köln zur Zeit, Stadtgalerie im Sophienhof, Kiel
- 1997: Franka Hörnschemeyer, Lawrence Weiner, Tim Zulauf, Galerie Friedrich, Bern
- 1998: Minimal maximal, Neues Museum Weserburg Bremen / Kunsthalle Baden-Baden, 1999 / Centro Galego de Arte Contemporanéa, Santiago de Compostela 1999 / City Museum of Art, Chiba 2001 / National Museum of Modern Art, Kyoto 2001 / Fukuoka Art Museum, Fukuoka 2001 / National Museum of Contemporary Art, Seoul 2002
- 2000: City-Index. Recherchen im urbanen Raum, Margonhaus u. a. Orte in Dresden; Real[work]. 4. Werkleitz-Biennale, Werkleitz und Tornitz; Ein/räumen. Arbeiten im Museum, Hamburger Kunsthalle, Hamburg
- 2004: Mobile Museen, Potsdamer Platz, Berlin / Museumsquartier, Wien / Forum 2004, Centre Cultural Can Fabra, Barcelona
- 2006: Ideal City – Invisible Cities, kuratiert von Sabrina van der Ley und Markus Richter, Zamość und Potsdam
- 2008: Megastructure Reloaded, kuratiert von Sabrina van der Ley und Markus Richter, Ehemalige Staatliche Münze, Berlin
- 2009: Man Son 1969. Vom Schrecken der Situation, Hamburger Kunsthalle, Hamburg
- 2010: Squatting. Erinnern, vergessen, besetzen, Temporäre Kunsthalle, Berlin
- 2011: Wir sind alle Astronauten, Marta Herford, Herford / Zeppelin Museum, Friedrichshafen
- 2012: Surf + Anarchie + Alchemie, kuratiert von Frank Barth, Amtsrichterhaus, Schwarzenbek
- 2014: Notausgang am Horizont, kuratiert von Ludwig Seyfarth, Gleishalle am Güterbahnhof, Bremen
- 2015: Das Gedächtnis des zukünftigen Materials, TU Bergakademie Freiberg, Freiberg
- 2017: Akademie [Arbeitstitel], Kunsthalle Düsseldorf, Düsseldorf
- 2018: Standard International #5. Spatial Manifestation, kuratiert von Rüdiger Lange, Glint, Berlin
- 2019: Post_Minimal Conceptual_Now, Museum unter Tage, Bochum
- 2021: Grenzfälle[7], Galerie m, Bochum

## Skulpturen im öffentlichen Raum
- Kiosk und Doppelgänger, Landesversicherungsanstalt, Münster, Realisierung 1996–1998
- BFD – bündig fluchtend dicht, Deutscher Bundestag, Paul-Löbe-Haus, Berlin, Realisierung 1998–2001[8]
- Trichter, Seestraße Ecke Dr.-Külz-Ring, Dresden, 1. Preis beim Wettbewerb „Seetor“ 2003, Realisierung 2011
- Koordinaten, Station im Rahmen von „Kunstwegen“ neben der Kriegsgräbergedenkstätte in Neugnadenfeld, Realisierung 2011